# Mart Laar
Mart Laar (n. 22 aprilie 1960, Viljandi, RSS Estonă, URSS) este un politician și istoric eston, membru al partidului de centru-dreapta Isamaa ("Uniunea Pro Patria and Res Publica").  
El a fost prim-ministrul Estoniei între anii 1992-1994 și 1999-2002. Laar este considerat unul din părinții „miracolului economic” eston, contribuind la dezvoltarea economică rapidă a țării sale în anii 1990
În aprilie 2011 a fost numit ministru al apărării în cabinetul lui Andrus Ansip, post pe care l-a deținut până la demisia sa din motive de sănătate în mai 2012. 
În aprilie 2013 a fost numit președinte al consiliului director al Băncii Estoniei.

## Biografie

### Anii de început
Laar s-a născut în 1960 la Viljandi, în Republica Sovietică Socialistă Estonă, parte a Uninunii Sovietice ca fiu al Tönis Laar și al lui Aima, născută Võlli. 

A studiat istoria la Universitatea din Tartu, luându-și licența în 1983, apoi masteratul în 1995, iar doctoratul în 2005.  
În timpul regimului sovietic, Laar a fost în tinerețe membru activ în Komsomol (organizație politică unică, impusă tineretului) ,mai apoi a lucrat ca profesor de istorie și a fost consilier al Ministerului Culturii al RSS Estone în domeniul prezervării patrimoniului cultural.
Laar a scris numeroase cărți despre istoria Estoniei și a Rusiei, a predat istoria la Universitatea din Tallinn, la un moment dat fiind președintele Asociației Studenților estoni, ulterior președinte al Consiliului de istorici al Fondului pentru Patrimoniul eston si a fost și președintele Asociației pentru Istoria Estoniei.
Cea mai însemnată carte a sa a fost Război în păduri:lupta Estoniei pentru supraviețuire 1944-1956
(1992) pe care a dedicat-o Frățiilor pădurii.
În 2006 Institutul Cato i-a decernat Premiul Milton Friedman pentru contribuția sa deosebită  la progresul libertății

## Cariera politică

### Primul guvern (1992–1994)
Membru al partidului naționalist-creștin-democrat „Uniunea pentru Patrie” , Laar a fost ales la 21 octombrie 1992 ca cel dintâi prim-ministru al Estoniei după perioada de tranziție care a urmat declarării independenței. În timpul primului său mandat ca prim-ministru, s-au implementat cele mai drastice reforme economice din spațiul post-sovietic.
Laars-a făcut cunoscut în acea perioadă ca un economist iscusit și un reformator de succes. Reformele au fost realizate sub sloganul „plats puhteks!”}} (curățați locul!) și s-au bazat pe epurarea vieții politice de metodele și oamenii regimului comunist, pe schimbări în tendințele bancare și geopolitice - cu redirecționarea comerțului în principal către Occident și încetarea dependenței economice de legăturile cu Rusia și cu fostul spațiu sovietic. Laar și-a lăsat amprenta și asupra politicii față de minoritățile naționale ale țării.
Guvernul său a căzut după doi ani din cauza unei moțiuni de cenzură când a fost acuzat de opoziție, printre altele, că nu a spus adevărul despre bancnotele de 2.3 miliarde de ruble sovietice (colectate în timpul introducerii monedei naționale estoniene - coroana) care au fost vândute nu numai Băncii Centrale a Rusiei, în conformitate cu acordurile, ci și regimului cecen din „Ișkaria”, care era în război cu Rusia, aceasta prin medierea a doi oameni de afaceri estoni care erau partenerii săi în compania „MAG”,. De asemenea, au fost formulate critici la adresa acordului de achiziționare a armelor în valoare de 50 de milioane de dolari de la Industria Militară Israelienă.

### Al doilea guvern Laar (1999-2002)
În timpul celui de-al doilea guvern al său, Estonia a cunoscut o creștere economică majoră, în perspectiva aderării la Uniunea Europeană (intrarea oficială s-a produs în 2004). În această perioadă, guvernul lui Mart Laar a desfășurat un proces de privatizare, reforme fiscale (introducerea unui impozit proporțional „uniform”) și reforme bancare. În 2002, guvernul și-a pierdut majoritatea parlamentară și și-a încheiat mandatul.

### Activitatea după 2002
În 2006, Laar a fost consilier al administrației președintelui Mihail Saakașvili în Georgia iar în 2008 consilier al guvernului Moldovei.
În septembrie 2011 a renunțat la președinția Partidului Uniunea Patriei fiind urmat in acest post de către Urmas Reinsalu.
A fost pentru din aprilie 2011 ministru al apărării în guvernul Andrus Ansip dar a demisionat în mai 2012 din motive de sănătate, fiind înlocuit de Urmas Reinsalu.   
Mark Laar a investit o atenție deosebită expunerii și condamnării crimelor „comunismului”.
El este membru al Consiliului Consultativ al Asociației Europene a Profesorilor de Istorie (EUROCLIO), precum și membru al Consiliului Consultativ Internațional al Fundației pentru Comemorarea Victimelor Comunismului.
„Muzeul Terorii” (comuniste) din Budapesta i-a acordat Premiul Sándor Petőfi pentru contribuțiile sale la investigarea crimelor comunismului.
Laar este membru în Mount Pelerin Society, grup de reflexie, care apără valorile liberale, ca economia de piață, societatea deschisă și libertatea de expresie.
La 18 februarie 2012, Laar a suferit un accident vascular cerebral și trei luni mai târziu a demisionat din funcția de ministru al apărării. A trecut printr-un proces de reabilitare care a durat până în octombrie 2012.

## Premii și omagii
- 1997 - Premiul Henrik Visnapuu pentru literatură
- 2006 Premiul Milton Friedman pentru promovarea libertății - din partea Institutului Cato
- 2011 - Premiul Sándor Petőfi (Muzeul Terorii din Budapesta)  pentru contribuțiile  la investigarea crimelor comunismului

## Selecție de cărți și scrieri
- Der vergessene Krieg : die bewaffnete Widerstandsbewegung in Estland 1944 - 1956, Grenader, Tallinn (2005), ISBN: 994-941176-9.

(Războiul uitat: Mișcarea de rezistență armată în Estonia 1956-1944) 
- Estland im Zweiten Weltkrieg, (2005), ISBN: 994-941194-7 Estonia în cel de-al Doilea Război Mondial
- Der rote Terror : Repressalien der sowjetischen Besatzungsmacht in Estland, (2005), ISBN: 9949-411-82-3 Teroarea roșie:Represaliile puterii ocupante sovietice în Estonia.
- Streifzug durch die estnische Geschichte, (2005), ISBN: 9949-411-88-2 (Călătorie în istoria estonă)
- Äratajad (2005) (Deșteptătorii:Mișcarea de deteptare națională în Estonia în secolul al XIX-lea și promotorii ei)
- Emajõgi 1944  (2005)
- Sinimäed 1944  (2005)  (Munții albaștri 1944)
- Das estnische Wirtschaftswunder (2002) (Miracolul economic eston)
- Estonia: little country that could (2002)

(Estonia: o țărișoară care a izbutit)
- Eesti uus algus (2002)  (Un nou început pentru Estonia)
- Back to the future: 10 years of freedom in Central Europe (2001) (Privire înapoi spre viitor:zece ani de libertate în Europa centrală)
- Eesti Vabadussõda ja Suurbritannia 1918 – 1920 (1998)

(Războiul de independență eston și Marea Britanie)
- Isamaa ilu hoieldes (1997) (Apărarea frumuseții patriei)
- Ajalugu 5. klassile (1997) (Istoria pentru clasa a V-a)
- Teine Eesti: Eesti iseseisvuse taassünd 1986–1991 (1996)

(A doua Estonie:renașterea independenței Estoniei)
- Raamat Jakob Hurdast (1995) (Carte despre Jacob Hurda)
- The challenge for Europe (1994) (Challenge pentru Europa)
- Metsavennad (1992) (Frații pădurii - Război în păduri)
- 14. juuni 1941 (antologie, 1990)

(14 iunie 1941)
- Kodu lugu (1989) (Povestea căminului)
- Eesti Leegion sõnas ja pildis (2008)

(Legiunea estonă în cuvinte și imagini)